# 中ノ湯インターチェンジ
中ノ湯インターチェンジ（なかのゆインターチェンジ）は、長野県松本市安曇中ノ湯にある安房峠道路のインターチェンジ (IC) である。平面交差で国道158号に直接接続されている。
このインターチェンジには料金所がないが、平湯ICに設置されている本線料金所で精算する。

## 概要
長野県側の安房峠道路のインターチェンジである。
当初計画では、紹介写真の左側でトンネルから出てきた道路と高架（陸橋）にて国道158号と接続する予定で、橋脚も完成しかかっていたが、取り付け道路工事中の1995年（平成7年）2月11日に、火山性ガスを含む水蒸気爆発が発生。作業員4人が犠牲となった。この事故によって現場では土砂崩れと同時に雪崩も発生した。
事故後、調査により、活動収束にはしばらくの時間がかかると見込まれたことや、長野オリンピックに向けて開通を急ぎたい事情もあり、当初のルートを一部変更し、北側に迂回路とトンネル（現在の道路とトンネルの入口付近180 m部分）を建設し、20 m長くして現在の位置となった。またこれに伴い、紹介写真にも写っているがインター直後のトンネル内に急カーブ (R=185) が存在している。
なお、建設中だった陸橋は現状破棄され、当初のトンネル出口も封鎖された。また「中の湯温泉旅館」はこの事故の影響を受けて安房峠への途中にある現在地へ移転した。

## 道路
- E67 中部縦貫自動車道（安房峠道路）（国道158号）

## 接続道路
- 国道158号
  - 長野県道24号上高地公園線
  - 上高地乗鞍林道（ただし、C区間が通年通行止めとなっているため、この林道を利用して白骨温泉や乗鞍高原へ至ることはできない）

## 周辺
- 中の湯温泉
- 安房峠
- 上高地

## 隣
E67 中部縦貫自動車道（安房峠道路）
平湯IC - 中ノ湯IC